# 광주광역시교육감
광주광역시교육감은 광주광역시교육청의 사무를 지휘·감독하는 차관급 정무직 공무원이다.

## 역대 교육감
| 선출방식 | 대수      | 이름           | 임기                              | 비고             |
| -------- | --------- | -------------- | --------------------------------- | ---------------- |
| 관선     | 1대       | 정해규(鄭海圭) | 1957년 5월 12일 ~ 1958년 2월 26일 |                  |
| 관선     | 2대       | 문무현(文武鉉) | 1958년 2월 27일 ~ 1960년 2월 4일  |                  |
| 관선     | 3대       |                | 1960년 2월 5일 ~ 1961년 10월 4일  |                  |
| 관선     | 4대       | 조정두(趙正斗) | 1961년 10월 5일 ~ 1962년 2월 20일 | 교육청 폐지      |
| 관선     | 5대       | 나경민(羅敬珉) | 1962년 2월 27일 ~ 1964년 11월 2일 | 교육청 부활      |
| 관선     | 6대       | 장병창(蔣炳昌) | 1964년 11월 3일 ~ 1970년          |                  |
| 관선     | 7대       | 나경민(羅敬珉) | 1970년 ~                          |                  |
| 관선     | 8대       |                | ~                                 |                  |
| 관선     | 9대       | 전병곤(全炳坤) | ~                                 |                  |
| 관선     | 10대      | 안종일         | 1986년 11월 1일 ~ 1990년 11월 6일 |                  |
| 관선     | 11대      | 안준           | 1990년 11월 7일 ~ 1994년 11월 6일 |                  |
| 간선     | 12대      | 안준           | 1994년 11월 7일 ~ 1998년 11월 6일 | 재선/간선제 초선 |
| 간선     | 13대      | 김원본         | 1998년 11월 7일 ~ 2002년 11월 6일 |                  |
| 간선     | 14대      | 김원본         | 2002년 11월 7일 ~ 2006년 11월 6일 | 재선             |
| 간선     | 15대      | 안순일         | 2006년 11월 7일 ~ 2010년 11월 6일 |                  |
| 직선     | 16 ~ 18대 | 장휘국         | 2010년 11월 7일 ~ 2022년 6월 30일 | 3선              |
| 직선     | 19대      | 이정선         | 2022년 7월 1일 ~                  |                  |

## 같이 보기
- 광주광역시교육감 선거